# Picabo Street

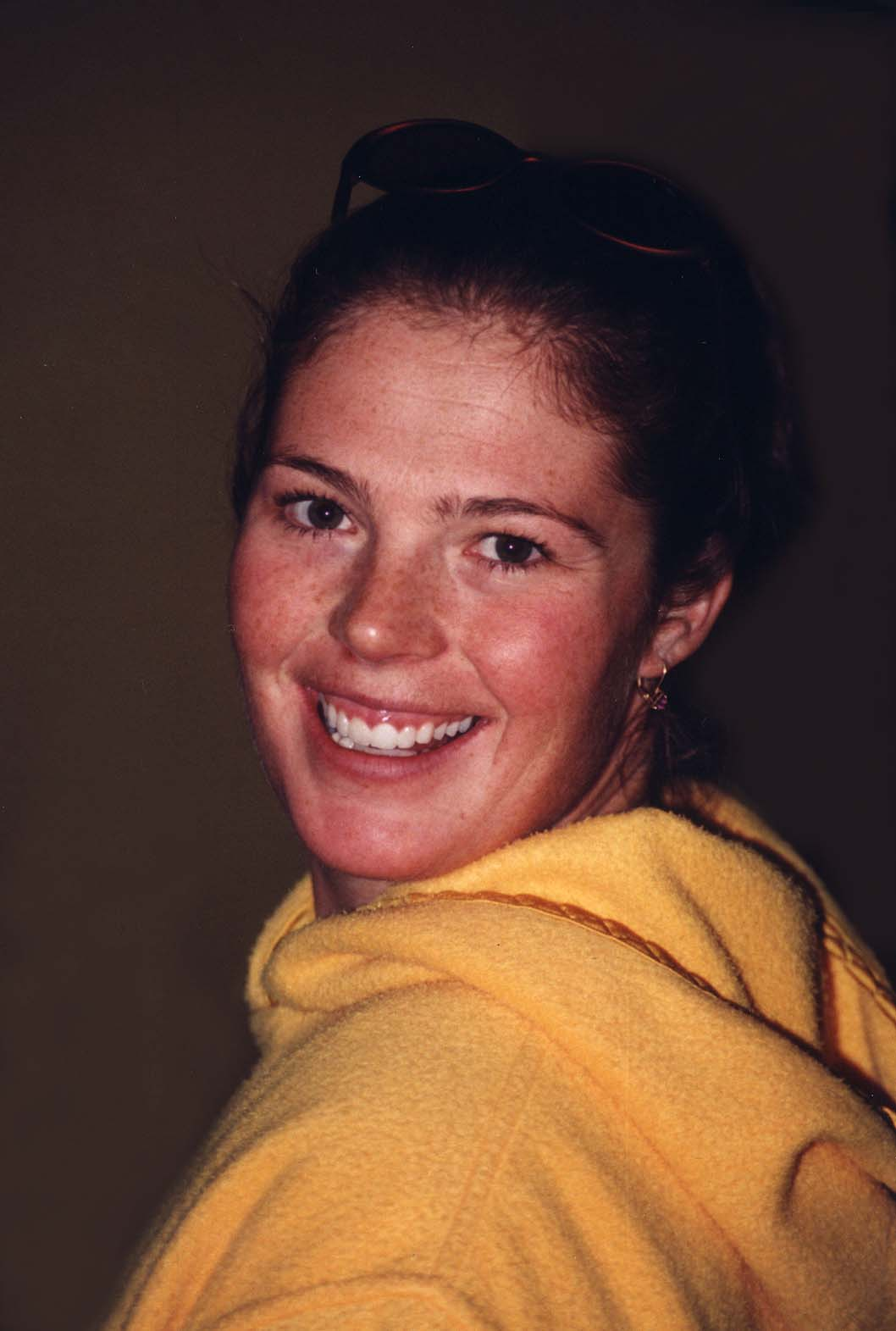
Picabo Street

Picabo Street (geboren op 3 april 1971 in Triumph (Idaho)) is een voormalige alpineskiester uit de Verenigde Staten.
Haar ouders hadden het idee opgevat dat hun dochter zelf haar naam zou mogen kiezen. Ze noemden haar daarom bij haar geboorte gewoon "Baby Girl", maar toen ze een paar jaar later een paspoort nodig hadden voor een reis naar het buitenland moesten ze een "echte" naam voor hun dochter opgeven; ze kozen voor Picabo, naar een kleine plaats in Idaho. Zij heeft die naam later niet meer willen veranderen.
Picabo werd lid van het Amerikaanse skiteam op zeventienjarige leeftijd en werd een van de beste skiesters van de wereld op de snelle nummers (afdaling en super-G). Op de Olympische Winterspelen 1994 van Lillehammer won ze de zilveren medaille op de afdaling, achter de Duitse Katja Seizinger. Vier jaar later, op de Olympische Winterspelen 1998 van Nagano won ze het goud op de super-G, één honderdste van een seconde vóór de Oostenrijkse skiester Michaela Dorfmeister.
Picabo Street is de eerste Amerikaanse skiester die wereldkampioen werd op de afdaling; dit was op de Wereldkampioenschappen Alpineskiën 1996 in Sierra Nevada (Spanje). Ze was ook de eerste Amerikaanse die de Wereldbeker Alpineskiën in de discipline afdaling won, in 1995. Ook het volgende jaar won ze deze trofee. In totaal won ze negen maal een afdaling die meetelde voor de wereldbeker, waarvan zes achtereenvolgende (de laatste vijf van het seizoen 1994-1995 en de eerste van het seizoen 1995-1996).
In het seizoen 1996-1997 hield een zware knieblessure haar aan de kant. Na de Olympische Winterspelen van Nagano werd ze opnieuw zwaar gekwetst na een val in Crans-Montana (Zwitserland) op 13 maart 1998. Haar carrière leek ten einde maar na meer dan twee jaar revalidatie kwam ze op 6 december 2000 opnieuw aan de start van een wereldbekerwedstrijd, een super-G in Val d'Isère, waarin ze 34e werd. Ze verbeterde zich in de volgende races langzamerhand, maar kon haar eerdere topprestaties niet meer evenaren. Op de Olympische Winterspelen 2002 van Salt Lake City werd ze zestiende op de afdaling; na deze Spelen zette ze een punt achter haar skicarrière.

## Belangrijkste resultaten
- 1993: Wereldkampioenschappen alpineskiën in Morioka: zilver op de combinatie
- 1994: Olympische Winterspelen in Lillehammer: zilver op de afdaling
- 1995: eindwinnaar Wereldbeker Alpineskiën op de afdaling
- 1996: Wereldkampioenschappen alpineskiën in Sierra Nevada (Spanje): goud op de afdaling en brons op de super-G
- 1996: eindwinnaar Wereldbeker Alpineskiën op de afdaling
- 1998: Olympische Winterspelen in Nagano: goud op de super-G, 6e op de afdaling
- 2002: Olympische Winterspelen in Salt Lake City: 16e op de afdaling
- 9 overwinningen in wereldbekerwedstrijden afdaling:
  - Lake Louise, Alberta (Canada), 9 december 1994
  - Cortina d'Ampezzo (Italië), 22 januari 1995
  - Åre (Zweden), 17 februari 1995
  - Saalbach-Hinterglemm (Oostenrijk), 5 maart 1995
  - Lenzerheide (Zwitserland), 11 maart 1995
  - Bormio (Italië), 15 maart 1995
  - Lake Louise, Alberta (Canada), 3 december 1995
  - Cortina d'Ampezzo (Italië), 19 januari 1996
  - Narvik (Noorwegen), 29 februari 1996